# Liga Insular de Santo Antão (Zona Norte) de 2014–15
O Liga Regional (ou Insular) de Santo Antão (Zona Norte) de 2014-15 foi uma edição da Associação Regional de Futebol de Zona Norte de Santo Antão (ARFZNSA), competição de futebol.  Dez clubes participaram da temporada, seis em Primeira Divisão e quatro em Segunda Divisão.
O campeão do torneio foi o Paulense Desportivo Clube, que conquistou o sexto título e jogou no Campeonato Cabo-Verdiano de Futebol de 2015.

## Clubes
| - CD Os Foguetões - UD Janela - Rosariense Clube - Paulense Desportivo Clube - Clube Desportivo Sinagoga - Solpontense FC | - Beira Mar - Irmãos Unidos - São Pedro Apostolo |

## Resumo da Temporada
A edição 2014-15 da Campeonato Regional (ou Insular) teve o Paulense Desportivo Clube como campeão.

### Primeira Divisão
| # | Equipa                    | J  | V | E | D | GP | GC | SG  | Pts | Classificação                                                |
| - | ------------------------- | -- | - | - | - | -- | -- | --- | --- | ------------------------------------------------------------ |
| 1 | Paulense Desportivo Clube | 10 | 9 | 0 | 1 | 24 | 4  | +20 | 27  | Qualificado para Campeonato Cabo-Verdiano de Futebol de 2014 |
| 2 | Clube Desportivo Sinagoga | 10 | 5 | 2 | 3 | 15 | 12 | +3  | 17  |                                                              |
| 3 | Solpontense               | 10 | 3 | 4 | 3 | 9  | 10 | −1  | 13  |                                                              |
| 4 | UD Janela                 | 10 | 3 | 2 | 5 | 10 | 24 | −14 | 11  |                                                              |
| 5 | Foguetões                 | 10 | 2 | 4 | 4 | 5  | 7  | −2  | 10  |                                                              |
| 6 | Rosariense Clube          | 10 | 1 | 2 | 7 | 10 | 16 | −6  | 5   | Rebaixado para Segunda Divisão Regional de 2015-16           |

Fonte: [carece de fontes?]
Regras para classificação: 1º pontos; 2º saldo de gols; 3º gols pró.
(C) = Campeão; (R) = Rebaixado; (P) = Promovido; (O) = Vencedor do play-off; (A) = Classificado para a próxima fase. 
Somente aplicável se a temporada não tiver terminado: 
(Q) = Classificado para a fase do torneio indicada; (TQ) = Classificado para o torneio, mas não para a fase indicada; (DQ) = Desclassificado do torneio.

### Segunda Divisão
- 1a: Beira Mar

## Jogos
| Foguetões | 0 - 1 | Paulense    | 13 de dezembro |
| Janela    | 3 - 2 | Rosariense  | 13 de dezembro |
| Sinagoga  | 1 - 0 | Solpontense | 14 de dezembro |

| Solpontense | 2 - 1 | Rosariense | 20 de dezembro |
| Paulense    | 2 - 0 | Sinagoga   | 20 de dezembro |
| Janela      | 0 - 0 | Foguetões  | 21 de dezembro |

| Janela     | 0 - 2 | Sinagoga    | 27 de dezembro |
| Rosariense | 0 - 0 | Foguetões   | 27 de dezembro |
| Paulense   | 2 - 0 | Solpontense | 28 de dezembro |

| Sinagoga    | 1 - 2 | Foguetões | 24 de janeiro |
| Solpontense | 2 - 1 | Janela    | 24 de janeiro |
| Rosariense  | 1 - 2 | Paulense  | 25 de janeiro |

| Paulense  | 8 - 0 | Janela      | 31 de janeiro  |
| Foguetões | 1 - 1 | Solpontense | 31 de janeiro  |
| Sinagoga  | 2 - 1 | Rosariense  | 1 de fevereiro |

| Solpontense | 1 - 1 | Sinagoga  | 14 de fevereiro |
| Paulense    | 2 - 0 | Foguetões | 14 de fevereiro |
| Rosariense  | 0 - 1 | Janela    | 15 de fevereiro |

| Foguetões  | 0 - 1 | Janela      | 28 de fevereiro |
| Rosariense | 0 - 0 | Solpontense | 28 de fevereiro |
| Sinagoga   | 0 - 2 | Paulense    | 1 de março      |

| Solpontense | 0 - 1 | Paulense   | 21 de março |
| Sinagoga    | 5 - 2 | Janela     | 21 de março |
| Foguetões   | 2 - 0 | Rosariense | 22 de março |

| Paulense  | 1 - 3 | Rosariense  | 28 de março |
| Foguetões | 0 - 0 | Sinagoga    | 28 de março |
| Janela    | 2 - 2 | Solpontense | 29 de março |

| Rosariense  | 2 - 3 | Sinagoga  | 4 de abril |
| Janela      | 0 - 3 | Paulense  | 4 de abril |
| Solpontense | 1 - 0 | Foguetões | 5 de abril |

## Evolução dos posições
| Clube / Semana            | 01 | 02 | 03 | 04 | 05 | 06 | 07 | 08 | 09 | 10 |
| ------------------------- | -- | -- | -- | -- | -- | -- | -- | -- | -- | -- |
| Foguetões                 | 6  | 5  | 5  | 4  | 4  | 5  | 5  | 4  | 4  | 5  |
| UD Janela                 | 1  | 2  | 3  | 5  | 5  | 4  | 3  | 3  | 3  | 4  |
| Rosariense                | 4  | 6  | 6  | 6  | 6  | 6  | 6  | 6  | 6  | 6  |
| Paulense Desportivo Clube | 2  | 1  | 1  | 1  | 1  | 1  | 1  | 1  | 1  | 1  |
| Sinagoga                  | 3  | 4  | 2  | 2  | 2  | 2  | 2  | 2  | 2  | 2  |
| Solpontense FC            | 5  | 3  | 4  | 3  | 3  | 3  | 4  | 5  | 5  | 3  |

| Vencedor Paulense Desporivo Clube 6º título |

## Estadísticas
- Melhor vitória:: Paulense 8-0 Janela (31 de janeiro)